# كأس يوغوسلافيا 1973
كأس يوغوسلافيا 1973 هو الموسم 26 من كأس يوغوسلافيا. أقيم خلال الفترة 12 أغسطس 1973 وحتى 29 نوفمبر 1973، وأشرف على تنظيمه اتحاد صربيا لكرة القدم، وكان عدد الأندية المشاركة فيه 2667، وفاز فيه هايدوك سبليت.